# Roger Junca
Pour les articles homonymes, voir Junca.
Roger Junca, né le 20 février 1915 à Sault-de-Navailles et mort le 30 juin 2004 à Dax, est un entrepreneur français.
Après un début de carrière en tant que tenant d'une charcuterie, il se reconvertit dans les activités liées au thermalisme. Il est l'un des principaux acteurs du développement du thermalisme à Dax et à Saint-Paul-lès-Dax dans la seconde moitié du XXe siècle.

## Biographie

### Premières activités
Roger Junca naît le 20 février 1915 à Sault-de-Navailles. Autodidacte, après avoir quitté l'école dès l'âge de 13 ans, il exerce tout d'abord en tant que valet de ferme. Il quitte ensuite son Béarn natal pour déménager à Dax dans les Landes voisines ; il est alors apprenti charcutier, tout d'abord dans un commerce place des Trois Pigeons, puis rue de la Fontaine chaude.
Durant la Seconde Guerre mondiale et l'occupation allemande, il s'associe à une commerçante de gras. Il développe son activité en tenant un banc aux halles de Dax.
Après-guerre, il ouvre son premier commerce de charcuterie en centre-ville de Dax, place de la Fontaine chaude ; la charcuterie Junca jouit d'une popularité et notoriété pendant trois décennies.

### Reconversion dans le thermalisme à Dax
En parallèle, il réinvestit ses profits et acquiert les terrains de l'ancienne zone maraîchère afin de prospecter la présence de sources thermales, inspiré par les bons résultats d'un forage municipal mené à deux cents mètres de là. Le 1er juillet 1963, il découvre ainsi une source à 60 °C qu'il nomme source Elvina en hommage à sa mère. Il obtient un permis de construire afin d'ouvrir un établissement thermal le 3 janvier 1967, sous le nom de Thermes Adour ; il est inauguré le 1er avril 1968. Ce nouvel établissement se démarque non seulement par l'exploitation d'une source privée afin de se dispenser de l'approvisionnement auprès des eaux municipales, mais surtout innove avec une disposition concentrique des cabines de bains et des vestiaires autour de la source de boues afin d'optimiser le flux des curistes et ainsi augmenter la capacité journalière,. En parallèle de la construction de l'établissement Thermes Adour, Junca entreprend l'ouverture d'un hôtel trois étoiles à proximité ; le Régina, nommé en référence à sa fille unique, est inauguré en mars 1969. Le groupe Thermes Adour rassemble alors l'ensemble du patrimoine thermal de Junca.
En parallèle de l'ouverture du début de ses activités dans le thermalisme, Junca tente d'être investi en politique, sans succès aux élections municipales de 1965. Il abandonne par ailleurs son activité initiale afin de se consacrer pleinement au thermalisme, vendant la charcuterie Junca au groupe Bongrain,.
Dans les années 1970, il érige un deuxième hôtel de grande capacité, le Grand Hôtel des bains ouvert en 1971. Il acquiert l'ancienne clinique Notre-Dame en 1973 pour la réaménager en ensemble de studios, et rachète l'hôtel Tarbelli en 1975 afin de compléter son patrimoine hôtelier dacquois. En 1977, alors que son établissement thermal produisait jusque-là ses propres boues par l'intermédiaire de sa source Elvina, il se résout à s'approvisionner auprès du nouveau centre municipal de production ouvert cinq ans plus tôt.
Parmi ses diversifications d'activité, Junca entreprend l'exploitation commerciale directe de ses eaux. En 1974, après avoir procédé à un deuxième forage sur ses terrains à proximité de la source Elvina, il construit une usine d'embouteillage dans le quartier du Sablar dans l'optique de commercialiser de l'eau en bouteille. Elle reste néanmoins inactive devant le refus municipal d'autoriser la pose d'une canalisation entre la source et l'usine, mettant en avant l'exploitation intense des eaux dacquoises déjà en place à des fins thermales et domestiques, et le risque identifié de rupture d'approvisionnement ; il prend fin en 1976. L'eau Elvina, homonyme de sa source, n'obtient pas le statut d'eau minérale après analyse de sa composition. Un forage à proximité de l'usine permet de découvrir une nouvelle source à 60 m de profondeur : l'eau Pampara est commercialisée en tant qu'eau de source, marquant la fin de l'exploitation en bouteille de l'eau Elvina dont l'usage revient exclusivement à la production de boues,. En 1980, il déplace son lieu de production de boue dans le quartier du Sablar afin d'atteindre une échelle industrielle ainsi que dans l'optique d'une commercialisation à usage médical de cataplasme sous le nom Rhumadax ; ce nouveau produit ne rencontre pas de succès, se heurtant à la concurrence des groupes pharmaceutiques.

### Développement parallèle à Saint-Paul-lès-Dax
Au début des années 1970, le maire Henri Lavielle de Saint-Paul-lès-Dax, commune voisine de Dax, se met à la recherche d'un promoteur afin d'aménager les alentours du lac artificiel de Christus sorti de terre en 1974. Il entre alors en contact avec Roger Junca, ce dernier ayant ainsi l'opportunité de se développer sur des terrains vierges et non-enclavés, à l'inverse de ses possessions dacquoises. Après avoir acquis les terrains de Sébastopol, il réalise un forage après avoir eu connaissance des résultats d'un précédent forage de la Société nationale des pétroles d'Aquitaine ayant détecté une nappe d'eau chaude : la source Sébastopol est ainsi mise à jour à 865 m de profondeur, révélée publiquement le 9 octobre 1974. Cette découverte conduit Junca à entreprendre la construction d'un complexe, composé d'un centre de rééducation, d'un hôtel et d'un établissement thermal, développant de fait l'économie saint-pauloise. Le groupe Thermes Adour transfère ainsi le centre de rééducation dacquois du Grand Hôtel de Dax vers le nouveau centre Napoléon de Saint-Paul-lès-Dax en novembre 1977 ; ce transfert permet l'aménagement de thermes dans les anciens locaux inférieurs du Grand Hôtel l'année suivante.
Le lac accueille en son bord l'Hôtel du Lac, d'abord envisagé de forme cylindrique de manière analogue à l'établissement originel Thermes Adour ; le projet est remanié en raison de contraintes trop pharaoniques, et repensé en 1982 en forme de X. Devenant alors le plus grand établissement du groupe Thermes Adour d'un point de vue capacitaire, l'hôtel ouvre au printemps 1983. Spécialisé en phlébologie, ce dernier domaine est alors inédit dans les activités thermales ; les thermes municipaux dacquois suivront alors l'initiative fructueuse de Junca tardivement, une décennie plus tard. L'offre hôtelière est complétée en 1985 et 1988 par la construction du camping de Christus et de la résidence des Chênes.
En 1995, Roger Junca établit un nouveau type d'établissement thermal dit « de santé », faisant suite à plusieurs tentatives infructueuses à l'initiative publique du maire de Dax Yves Goussebaire-Dupin. Il érige ainsi sur les bords du lac de Christus un complexe de balnéothérapie, mêlant les domaines hôtelier, thermal, aquatique et ludique sous le nom temporaire de Caracalla, renommé rapidement Calicéa par crainte de litiges de droits d'auteur avec les thermes de Caracalla de Baden-Baden en Allemagne, et faisant allusion à la forme semi-circulaire du bâtiment reposant sur le reste du complexe, rappelant ainsi un calice. Ouvert en 1997, il prend son nom définitif Calicéo quelque temps plus tard. Ce centre de remise en forme représente le dernier grand projet porté par Junca.

### Fin de carrière
Roger Junca cède la direction du groupe Thermes Adour à son gendre Gilbert Ponteins,. Sa carrière est citée comme l'un des principaux leviers du développement et du renouveau de l'activité thermale dacquoise, tandis qu'il est considéré comme le pionnier du thermalisme saint-paulois,.
Il meurt le 30 juin 2004 à Dax.